# Przytulanka
Przytulanka [pʂɨtuˈlaŋka] est un village polonais de la gmina de Mońki dans le powiat de Mońki et dans la voïvodie de Podlachie. Il se situe à environ 4 kilomètres au sud-est de Mońki et à 37 kilomètres au nord-ouest de Białystok. 
Le village compte approximativement 380 habitants.